# Adam Mednick
Adam Mednick (Bethesda, Maryland, 9 september 1966) is een golfprofessional
Adam Mednick heeft de Zweedse nationaliteit, maar hij heeft een Russisch-Amerikaanse achtergrond. Zijn overgrootouders hadden moeite met het regime van de Tsaar en vluchtten naar de Verenigde Staten, waar hun achternaam van Mednikov naar Mednick werd veranderd. Zijn vader is Amerikaan, zijn moeder Zweeds, en toen hij acht jaar was keerde zijn moeder met hem naar Zweden terug. Later ging Mednick weer terug om aan de Universiteit van Arizona te studeren.
Hij raakte bevriend met Christian Hardin en beiden speelden in 1988 in het Brits Amateur. Mednick verloor zijn eerste partij, en caddiede de rest van het toernooi voor Hardin, die het toernooi won.

## Professional
Mednick werd in 1989 professional en speelde de eerste jaren op de Challenge Tour. In 1990 was hij de beste op PGA Kampioenschap (Zweden). Ook de daaropvolgende jaren behaalde Mednick nog enkele overwinningen op de Challenge Tour en de Zweedse Golf Tour. 
In 2002 behaalde Adam Mednick zijn enige overwinning op de Europese PGA Tour. Onder barre omstandigheden won hij het North West of Ireland Open met een score van -7. Zijn derde ronde was doorslaggevend, na 13 holes werd het toernooi gestopt vanwege de rampzalige weersomstandigheden. Hij stond nog level par en maakte zondagochtend de ronde af met een score van 69, waarmee hij achter Massimo Florioli en Costantino Rocca op de derde plaats kwam. De laatste ronde maakte hij af met een score van 68 en won € 58.330. Van alle spelers hadden slechts vijf spelers een score onder par voor het hele toernooi.
Door zijn overwinning mocht hij in 2003 weer op de Europese Tour spelen. Hij kwam o.a. naar het Open op Hilversum en eindigde op de 9de plaats.
In 2009 speelde hij in het Europese team, dat het Amerikaanse team versloeg in zesde editie van 'The Hickory Grail', een matchplay toernooi waar alleen met hickory golfstokken wordt gespeeld, en de spelers zich kleden volgens de mode uit die tijd. Met Pierre Fulke versloeg hij Randy Jensen en Mike Stevens. 
In 2016 en 2017 speelde Mednick op de Europese Senior Tour.

### Overwinningen
| Jaar | Toernooi                       | Tour                                |
| ---- | ------------------------------ | ----------------------------------- |
| 1990 | Länsförsäkringar Open          | Challenge Tour en Zweedse Golf Tour |
| 1993 | Challenge Chargeurs            | Challenge Tour                      |
| 1994 | Compaq Open                    | Challenge Tour en Telia Tour        |
| 1996 | Toyota PGA Kampioenschap       | Challenge Tour en Telia Tour        |
| 1996 | Zweeds Matchplay Kampioenschap | Challenge Tour en Telia Tour        |
| 1994 | GE Capital Bank Open           | Telia Tour                          |
| 2002 | North West of Ireland Open     | Europese PGA Tour en Challenge Tour |

### Teamdeelnames
- The Hickory Grail: 2009 (winnaars)
- Palmer Cup: 2008 (als coach)

### Resultaten op deMajors
| Major                 | 1989 | 1990 | 1991 | 1992 | 1993 | 1994 | 1995 | 1996 | 1997 | 1998 | 1999 | 2000 | 2001 | 2002 | 2003 | 2004 | 2005 | 2006 |
| --------------------- | ---- | ---- | ---- | ---- | ---- | ---- | ---- | ---- | ---- | ---- | ---- | ---- | ---- | ---- | ---- | ---- | ---- | ---- |
| The Open Championship |      |      |      |      |      |      |      | CUT  |      |      |      |      |      | CUT  | T34  |      |      |      |

CUT = miste de cut halverwege